# San Sebastián de La Gomera
San Sebastián de La Gomera is een gemeente in de Spaanse provincie Santa Cruz de Tenerife in de regio Canarische Eilanden met een oppervlakte van 113 km². San Sebastián de La Gomera telt 8.707 inwoners (1 januari 2016). De gemeente ligt op het eiland La Gomera.

## Columbus
San Sebastián de La Gomera is de plek vanwaar uit Christoffel Columbus vertrok om vervolgens Amerika te ontdekken.

## Demografische ontwikkeling
Bron: INE; 1857-2011: volkstellingen
Opm.: In 1857 werd de gemeente Jerduñe aangehecht
Agulo · Alajeró · Hermigua · San Sebastián de La Gomera · Vallehermoso · Valle Gran Rey